# Остеодерма
Остеоде́рма — різні за формою кісткові пластинки, розвинуті на різних частинах тіла хребетних, наприклад, щитки крокодилів. Переважно виконують захисну функцію, рідше показову. 
Є в неповнозубих ссавців. Остеодерми були в багатьох вимерлих тварин, наприклад, «щит» і кістки «булави» на хвості анкілозаврів, спинні пластини стегозаврів, фітозаврів, етозаврів, плакодонтів, панцерних неповнозубих. На відміну від скелетних кісток, остеодерми здебільшого формуються не з хрящів.